# 德拉贡
德拉贡是德国梅克伦堡-前波莫瑞州的一个市镇。总面积20.54平方公里，总人口810人，其中男性404人，女性406人（2011年12月31日），人口密度39人/平方公里。